# Approche lacanienne de la psychose
L' approche lacanienne de la psychose est reliée chez le psychanalyste français Jacques Lacan à la notion qu'il introduit de la forclusion du Nom-du-père, traduction d'un des emplois par Sigmund Freud, notamment dans le cas de L'homme aux loups, du terme de Verwerfung au sens de « rejet ». Dans la terminologie lacanienne, la forclusion désigne une carence radicale de la fonction paternelle (père symbolique), dont la conséquence majeure est un retour dans le réel de ce qui est forclos du symbolique.
Dans l'approche lacanienne clinique des psychoses, la dynamique du transfert joue un rôle essentiel et permet au thérapeute, par la parole, d'inscrire dans le champ du symbolique du langage le signifiant que le psychotique ne peut pas y inscrire lui-même en tant que sujet. 

## La forclusion du Nom-du-père
La forclusion, dont Jacques Lacan introduit le terme en traduisant ainsi le mot  Verwerfung (rejet) qu'emploie Sigmund Freud, est pour le psychanalyste français un mode de défense « à l'origine du fait psychotique »: il différerait du mécanisme de défense propre à la névrose qui suppose le refoulement. Selon Jean Laplanche et Jean-Bertrand Pontalis,  la notion lacanienne de forclusion désignerait le « rejet primordial d'un “signifiant” fondamental (par exemple: le phallus en tant que signifiant du complexe de castration) hors de l'univers symbolique du sujet ».

### Référence à Freud:L'homme aux loups
Du point de vue d'une « filiation freudienne », telle que Lacan l'invoque pour promouvoir cette notion, le psychanalyste français s'appuie surtout sur le cas de L'homme aux loups où reviennent le verbe verwerfen et le substantif Verwerfung dans le texte de Freud.
D'après Valérie Pera Guillot, Lacan s’arrête dans sa lecture du cas de L'homme aux loups de Sigmund Freud, sur « l’hallucination du doigt coupé »,  qui représente à ses yeux « une coupure d’expérience », formule qu'il emploie pour décrire l’épreuve traversée par le patient de Freud. Celui-ci se remémore une scène vécue à l’âge de cinq ans : il joue avec son couteau et soudain il remarque qu’il s’est coupé profondément le petit doigt. Saisi d'effroi, il n’ose rien dire. Après un certain temps, il constate toutefois, en regardant son doigt, qu’il n’a rien. Pour rendre compte de cette  « coupure d'expérience », comme il la nomme, Lacan retient que « quelque chose de primordial quant à l’être du sujet [...] a été rejeté », c'est-à-dire n’a pas été symbolisé et n’a pas été refoulé, contrairement à ce qui se passe dans la névrose.

### Application dans le champ des psychoses
Selon Jean-Claude Maleval, l’investigation lacanienne de la psychose part de l’hypothèse d’une lésion dans le champ du symbolique (le langage propre au sujet) : « un signifiant y fait défaut ». Il n’est pas refoulé, mais forclos. N’étant pas articulé dans le symbolique, il fait retour en surgissant dans le réel. De plus, ce signifiant n’est pas quelconque : il porte la fonction paternelle. Maleval considère en effet que cette « fonction paternelle »,  a déjà été dégagée par Freud « comme essentielle pour assurer la structure du sujet ». Et pour cet auteur, le précepte lacanien d’après lequel « l’analyste ne doit pas reculer devant la psychose » » (Lacan, Ornicar ?, avril 1977) n'est pas à interpréter en termes d’héroïsme thérapeutique, mais  plutôt à entendre comme une incitation à « se confronter aux difficultés posées par la conduite de la cure des psychotiques », en cherchant à élaborer un maniement spécifique du transfert.

## Approche clinique
En suivant Lacan, Ginette Michaud observe que dans la psychose, l'acte psychanalytique se situe du côté du thérapeute : « C’est le thérapeute qui va inscrire, par sa parole, le signifiant que le psychotique ne peut pas inscrire ». Cela se produit « par le biais du transfert ». Dans le genre de cure qu'est la cure d'un patient psychotique, il s'agit d'abord de construire « l'espace d'un transfert », ce qui demande « patience, disponibilité et engagement durable ».

#### Textes de référence
- Jacques Lacan, 
  - De la psychose paranoïaque dans ses rapports avec la personnalité, Paris, Seuil, coll. « Points essais », 1975
  - D’une question préliminaire à tout traitement possible de la psychose ; Écrits, Seuil, 1966
  - Séminaire sur les psychoses, Paris, Seuil, coll. « Séminaires de Jacques Lacan »
  - « Ouverture de la section clinique : questions et réponses », Ornicar, n° 9, 1977, p. 12.

#### Études
(Dans l'ordre alphabétique des noms d'auteurs)
 : document utilisé comme source pour la rédaction de cet article.
- Frédérique Berger, « Naissance du sujet et structure de la psychose », Cahiers de psychologie clinique, 2007/2 (n° 29),  p. 51-70, DOI : 10.3917/cpc.029.0051. [lire en ligne]
- J. Laplanche et J.-B. Pontalis, Vocabulaire de la psychanalyse (1967), entrée: « Forclusion », Paris, P.U.F., 8e édition, 1984, (ISBN 2 13 038621 0); PUF-Quadrige, 1re édition, 1997,  (ISBN 2 13 048789 0), 5e édition, 2007 : p. 163-167  (ISBN 2-13054-694-3)
- Rosine Lefort, Robert Lefort, Les structures de la psychose : L'enfant au loup et le Président, Paris, Seuil, 1998.
- Jean-Claude Maleval, La forclusion du Nom-du-Père, Seuil, Paris, 2000,  (ISBN 2020373777)
- Ginette Michaud,
  - Figures du Réel. Clinique psychanalytique des psychoses, Préface de Jean Oury, Collection L'Espace analytique, Denoël,  1999, recension de Françoise Savelli, Le Carnet Psy, N° 50, p. 23-24, [lire en ligne]
  - Essai sur la schizophrénie et le traitement des psychoses, t.  1 L'impossible réalité, Paris, Ères, coll. « La clinique du transfert », 2005, 286 p. (ISBN 9782749203638), DOI : 10.3917/eres.micha.2005.01. [lire en ligne]
  - « Transfert dissocié et objets dans la cure », La clinique lacanienne, 2009/1 (n° 15), p. 23-41, DOI : 10.3917/cla.015.0023. [lire en ligne]
- Jean-Claude Polack, « Épreuves de la psychose », In: Chimères. Revue des schizoanalyses, N°40, automne 2000, Le bruit du temps, p. 1-8, DOI : https://doi.org/10.3406/chime.2000.1202, sur le site de Persée, consulté le 15 septembre 2020, [lire en ligne]
- Elisabeth Roudinesco et Michel Plon, Dictionnaire de la psychanalyse, Paris, Fayard, coll. « La Pochothèque », 2011 (1re éd. 1997) (ISBN 978-2-253-08854-7), p. 477-480 (forclusion)